# Coordenadoria Geral de Perícias (Sergipe)
A Coordenadoria Geral de Perícias (COGERP) é o Departamento de Polícia Técnico-Científica do Estado de Sergipe. Tem como função coordenar as atividades desenvolvidas pelas perícias criminais do estado através dos seus respectivos órgãos. É desvinculado da Polícia Civil. 
A Polícia Científica de Sergipe é subordinada diretamente à Secretaria de Segurança Pública e trabalha em estreita cooperação com as demais polícias estaduais.
A Polícia Científica de Sergipe administra quatro órgãos: 
- Instituto de Criminalística (IC)
- Instituto de Identificação (II)
- Instituto Médico-Legal (IML)
- Instituto de Análises e Pesquisas Forenses (IAPF)